# 박주승
박주승(2003년 11월 9일~)은 대한민국의 축구 선수로, 포지션은 윙어이다. 현재 K리그1의 제주 유나이티드 소속이다.